# 相馬盛胤 (彈正大弼)
相馬盛胤（1529年—1601年11月10日），日本戰國時代至江戶時代初期的武將、國人領主、戰國大名。陸奧國行方郡小高城城主。陸奧相馬氏第15代當主。父親是第14代當主相馬顯胤。母親是陸奧守護伊達稙宗的長女屋形御前。妻子的父親是懸田城（現今伊達市）城主懸田義宗。

## 生平

### 天文之亂
在享祿2年（1529年）出生，家中嫡男。天文11年（1542年）6月，伊達稙宗被兒子晴宗幽禁在居城桑折西山城，天文之亂爆發，奧羽諸大名被捲入這次伊達氏的內紛中。天文16年（1547年），黑川城城主蘆名盛舜、盛氏（稙宗的女婿）父子、須賀川城城主二階堂照行（稙宗的女婿）、三春城城主田村義顯、隆顯（稙宗的女婿）父子等人，因為領地連接而不和。蘆名氏投向晴宗派，並與飯野平城城主岩城重隆（晴宗的岳父）連結，向安積口出陣，與稙宗派和田村氏戰鬥。因為父親相馬顯胤的弟弟堀內近胤的正室是蘆名盛舜的女兒，於是在政略結婚的形勢上，濱通北部的相馬氏與中通（古稱仙道）的二階堂氏和會津的蘆名氏夾撃三春城的田村氏。同年，伊達晴宗的長男親隆被送入岩城氏並成為養子。
天文17年（1548年），祖母是田村家出身的岩城重隆乘著晴宗派和蘆名氏的勢力、以及白河城城主結城晴綱（白河結城氏）的權勢為後盾，侵攻相馬領地。因此相馬氏開始警戒岩城氏，田村氏在伊達父子之間調停。9月，征夷大將軍足利義輝作出仲裁，最終，稙宗在相馬、懸田、亙理之間的丸森城中隱居，並把家督讓予晴宗，天文之亂結束。另一方面，關東地方在後北條氏為首，諸大名都在下剋上的時勢下，乘機擴張勢力，因為足利將軍家的力量不足，所以此後，南陸奧的諸大名和國人領主為了奧羽、關東的霸權、以及自家的命運而不斷鬥爭。同年，嫡男相馬義胤出生。

### 繼任家督
天文18年（1549年），因為父親顯胤死去，於是繼任家督，此後遵從約定，把妹妹嫁予田村清顯。此時，把標葉郡內的南津島（現今浪江町南津島）、葛尾、岩井澤、古道四村以化妝料的形式，讓予田村氏。這段時期，妻子的實家兼懸田城主懸田俊宗、義宗父子不服伊達晴宗提出的和睦條件（撤廢懸田城），於是持續抵抗，最後在天文22年（1553年）滅亡。

### 陸奧混戰
弘治3年（1557年），在名取郡的座流川（現笊川）與晴宗戰鬥（亙理宗隆在前年（1556年）死去，因此雙方被認為是因為亙理氏的後繼者問題而戰鬥）。永祿2年（1559年），伊達稙宗訪問小高城，並提議把女兒嫁給義胤。翌年（1560年），稙宗的末女越河御前被義胤迎為正室。永祿5年（1562年）8月15日，以相馬中村城為出陣據點，進攻佐竹義昭的居城太田城，在孫澤（現今茨城縣日立市多賀町）迎擊義昭的軍勢，最終，義昭與盛胤達成和睦。此時為了祭祀相馬軍的死者，在現今常陸多賀站（舊名下孫站）附近建立名為「相馬碑」的慰靈碑。
永祿6年（1563年），相馬的家臣青田顯治、胤治父子和中村城城代草野直清等人離反，甚至連結亙理郡的領主戰鬥。盛胤令義胤以此戰為初陣並把反亂鎮壓，家臣佐藤好信在此戰中立下大功（貝殻坂・石積坂之戰）。永祿7年（1564年），相馬父子為了救援亙理元宗而向名取郡北目出陣，殺死北目城（現今宮城縣仙台市太白區）城主粟野宗國（此前以名取郡北方三十三鄉之旗頭身份加強勢力）。近鄰亦有留守顯宗和國分宗政對立，此時，伊達稙宗雖然是隱居的身份，但是在附近的丸森城中，仍然有影響力。在稙宗以本家為中心建構出的婚姻勢力下，為了強化支配力量，於是協助相馬氏和亙理氏進攻北目。此時周邊的勢力中，已由稙宗派與晴宗派的對立，轉變為晴宗派與輝宗派的對立，在伊達家中，晴宗把家督讓予輝宗並隱居。而亙理元宗懼怕輝宗的軍勢，於是提議相馬進攻伊具郡。
永祿8年（1565年），征夷大將軍足利義輝死去，同年，伊達稙宗和佐竹義昭亦相繼死去。因為稙宗的遺言，相馬氏和伊達氏之間出現領土問題。在伊達氏和佐竹氏兩大勢力夾擊的形勢下，濱通的相馬氏和岩城氏開始轉換外交方針。這段時期，義胤與正室越河御前（伊達稙宗的女兒）離婚，並將其送歸伊達家。越河御前在離婚不久後死去。此時相馬氏維持與田村氏的不戰關係，另一方面，則與伊達輝宗爭奪伊具郡丸森城。永祿9年（1566年），相馬父子因為亙理元宗邀請，決定進攻小齋、金津（『奧相茶和記」）。5月，相馬的家臣標葉氏的一族藤橋胤泰（紀伊胤安）殺死伊具郡小齋城城代八替七郎兵衛。相馬父子與亙理元宗一同出陣，攻陷伊具郡小齋城（現今小佐井、丸森町小齊），之後攻略金津（現今宮城縣角田市）。小齋變成相馬領地，而金津則變成亙理領地。此後，說服在金山城屋敷居住的伊達的地侍四十九院，令其成為友方，在暴風雨的夜晚，相馬軍勢進入屋敷內。（『奧相茶話記』中記載是永祿7年（1564年）。亦有一說是永祿7年（1564年）8月）
永祿11年（1568年）4月3日，與伊達輝宗在伊達郡小島（掛田氏的所領。現今川俣町小島）戰鬥。永祿12年（1569年），正室掛田御前死去，為了供養而建築金性寺（在現今南相馬市小高區小高字堂前）（一說是盛胤歸依真言宗後，在程田（現今相馬市）建築金龍寺後，移至該地。後來移至小高城跡，在明治時代經小高區小屋木的天王寺（現今的武勇神社），現在小高區仲町）。元龜元年（1570年）4月14日，相馬父子攻陷伊具郡丸森城。此時，相馬家臣室原伊勢投向岩城氏，木戶城和楢葉郡的富岡城被岩城氏攻擊並奪走（『奧相秘鑑』）。同年，伊達的宿老逃到領內。元龜2年(1571年)，攻陷亙理家臣坂元隆俊的居城愛宕山城（現宮城縣亘理郡坂元城跡）。元龜3年(1572年)，在坂元三河、蓑首山（現今山元町坂元）建築坂元城。
天正元年（1573年），室町幕府滅亡。天正2年1月（1573年12月），岩瀨郡須賀川城城主二階堂盛義背離伊達氏（盛義的兒子盛隆在此時成為蘆名氏的人質）。田村氏進攻二階堂氏，直到2月16日為止，田村氏的領地南至白河結城氏的領地龍崎（現今石川郡玉川村）、岩峯寺（同上）、西至蘆名氏的領地安積郡成田（現今郡山市三穂田町）、川田（同上）、富田（郡山市富田町）、小原田（郡山市小原田）。天正2年（1574年）9月6日，田村隆顯死去。
天正3年（1575年）6月下旬，相馬父子在座流（座留）川戰敗（一說是天正4年）。此時，與葛西氏、國分氏、亙理氏等諸將一同進攻伊達輝宗，不過因為諸將更換旗色，並有攻來的氣氛，於是決定後退。此時被敵方的鐵砲隊打亂，川水在大雨中增加，而濁流的水位淹沒土橋。盛胤繞過座流川並到達南岸，而相馬義胤打算跳入川中時，鎧袖被敵方的草耙勾著，不能逃走，而已經渡川的黑木對馬（被相馬顯胤殺死的黑木彈正正房的兒子）乘馬返回，並乘馬進入川中救起義胤。此後，盛胤親自擔任殿軍後退，此時如果受到敵軍追撃的話，相馬父子就相當危險，不過敵方沒有追撃。此後，被稱為「奧之七將」（奥の七将）的葛西、深谷、國分、北目、柳生、岩沼、亙理的領主，從屬於伊達氏。
天正4年（1576年）春，義胤迎桃生郡深谷小野城（櫻森館）城主長江盛景的女兒為後室。4月13日，令義胤向亙理領地出陣，在該地放火並屠殺，擊殺雜兵，略奪物資。之後與亙理元宗對陣，元宗沒有攻至，於是義胤撤至新地。5月6日，元宗得到伊達輝宗的支援，15日，進軍至新地和駒嶺之間，並進攻駒嶺城，不過在義胤從城中出擊時後退。撤至亙理郡小塘邑。輝宗逗留數日，期間在小齋內川子邑矢野目布陣。7月17日，在小齋的金山城開戰。相馬父子與輝宗戰鬥，在冥加山大勝，不過在此後仍與伊達軍進行一進一退的攻防戰。8月5日，田村清顯向伊達和相馬仲介，不過伊達晴宗沒有理會。8月下旬，義胤殺死坂元三河。9月13日，蘆名盛氏向輝宗送出信狀，建議與相馬和睦。10月9日，進攻伊達郡川俣（原本是掛田氏所領）。同日，輝宗進攻伊具郡小齋城（原本是伊達稙宗的隱居領）。同月，蘆名盛氏、田村清顯、北條氏政等人希望令輝宗和盛胤和睦，不過輝宗亦無視。
天正6年（1578年）1月，把家督讓予嫡男義胤並隱居。此後仍輔佐兒子相馬鄉胤和相馬隆胤等，繼續進行政治、軍事活動。與伊達氏持續一進一退的戰況。同年3月，與岩城氏交戰（『藤葉榮衰記』）。天正11年（1583年），義胤在伊具郡金山城和丸森城與輝宗、政宗父子戰鬥，因為田村清顯親自從中村城下説服，於是歸還丸森城、金山城，並與伊達氏成立和議。

### 與伊達政宗爭戰
天正12年（1584年），蘆名盛隆死去。天正13年（1585年），伊達輝宗和二本松義繼死去。因為這些有力大名家當主死去，奧羽的情勢亦出現很大變化。相馬義胤在人取橋之戰中，加入蘆名佐竹連合軍，並以佐竹氏為總大將，以4倍以上的兵力差距進攻政宗，令其陷入困境，不過因為伊達家臣鬼庭左月齋和伊達成實等人奮戰，令政宗逃脫。天正14年（1586年），妹婿田村清顯死去，相馬氏和伊達氏因為田村氏的繼承問題，雙方關係決裂，戰鬥激化。天正16年（1588年），介入大崎家中內紛的政宗敗北（大崎合戰），相馬父子與蘆名義廣組成聯軍，再次與政宗開戰（郡山合戰），不過雙方並無決戰。天正17年（1589年），被政宗攻下新地城（蓑首城）、駒嶺城等宇多郡的據點，義廣在摺上原之戰中被政宗擊敗，伊達氏呑併蘆名氏領地（現今福島縣的會津地方、中通地方），此時相馬氏突然陷入滅亡的危機。
在失去了兒子隆胤等不利情況下，盛胤為了存續家名，向小高城的義胤提議臣服伊達氏，不過因為義胤主張決一死戰，而盛胤亦以武士的身份，於是表明自身亦會在中村城切腹。義胤在政宗攻至時，沒有決定守城戰，而是在旗本中招募有志奮死突撃的人。翌日，武士50人、下人4百3十餘人在小高城中喝完妙見水，定下死戰的誓約，而此事傳開後，領內全土的武士、町人、百姓、陪從等因為定下誓約而集結總勢2千餘人。不過翌年（1590年），豐臣秀吉開始小田原征伐，於是伊達氏停止侵攻，相馬氏的所領則被秀吉保證。

### 晚年
慶長5年（1600年），相馬氏在關原之戰中保持中立。翌年（1601年），盛胤在相馬氏安危未定的情況死去。享年72歲。

## 人物
- 與伊達氏有密切的血緣關係。不過在天文之亂後，不斷與伊達氏爭奪領地，在1540年代至1590年代為止，持續戰鬥長達半世紀。

## 外部連結
- 武家家伝＿相馬氏 （页面存档备份，存于）